# Joseph Liouville

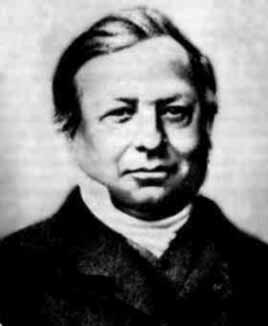
Joseph Liouville

Joseph Liouville (Sint-Omaars, 24 maart 1809 – Parijs, 8 september 1882) was een Frans wiskundige.

## Leven
Joseph Liouville was de zoon van een militair die de napoleontische campagnes overleefde en die zich in 1814 met zijn familie in Toul vestigde.
Liouville studeerde in 1827 af aan de École polytechnique. Hij werkte eerst enkele jaren als assistent aan verschillende instellingen, waaronder de École centrale Paris, maar werd in 1838 tot professor aan de École Polytechnique benoemd. Hij kreeg in 1850 een leerstoel in de wiskunde aan het Collège de France, in 1857 een leerstoel in de mechanica aan de Faculté des Sciences. 
Behalve zijn wetenschappelijke prestaties, had Liouville ook veel talent op organisatorisch gebied. Om het werk van andere wiskundigen onder de aandacht te brengen richtte Liouville in 1836 het tijdschrift Journal de mathématiques pures et appliquées op, een wiskundig tijdschrift dat er tot op de dag van vandaag in slaagt haar reputatie hoog te houden. Hij was de eerste die de niet-gepubliceerde werken van Évariste Galois op waarde wist te schatten en deed daarmee een aanzet tot de galoistheorie. Hij ontwarde diens fragmentarische aantekeningen en publiceerde zijn bevindingen in 1846 in zijn eigen blad. Liouville was ook korte tijd politiek actief. Hij werd in 1848 lid van de Assemblée nationale, maar raakte na een nederlaag bij de parlementsverkiezingen van 1849 zijn zetel alweer kwijt.

## Werk
Liouville werkte in een aantal verschillende gebieden in de wiskunde, waaronder de getaltheorie, de complexe functietheorie, de differentiaalmeetkunde en de differentiaaltopologie, maar ook in de wiskundige natuurkunde en zelfs in de astronomie. Hij wordt in het bijzonder herinnerd voor zijn stelling van Liouville uit de complexe functietheorie. Hij slaagde er in de getaltheorie in 1844 als eerste in om het bestaan van transcendente getallen te bewijzen en maakte daarbij van een constructie van kettingbreuken gebruik, die uit Liouville-getallen bestaan. Liouville leverde in de wiskundige natuurkunde twee fundamentele bijdragen: de stelling van Sturm-Liouville, een gezamenlijk werk met Charles Sturm, is nu de gebruikelijke manier om bepaalde vormen van integraalvergelijkingen op te lossen door de ontwikkeling van eigenfuncties, en het feit dat tijdsevolutie maat-bewarend is voor een Hamiltoniaans systeem. Dat staat bekend als de stelling van Liouville. Hij introduceerde in de Hamiltoniaanse dynamica de actie-hoek variabelen als een beschrijving van compleet integreerbare systemen. De moderne formulering van dit werk wordt soms de stelling van Liouville-Arnold genoemd en aan het onderliggende idee van integreerbaarheid wordt gerefereerd als Liouville integreerbaarheid. Hij ontwikkelde de Riemann-Liouville-integraal in de fractionele calculus.
Hij loste als eerste de Riccativergelijking op.
De Liouville-krater op de maan is naar hem genoemd.

## Naar Liouville genoemd
- Liouville-functie
- Stelling van Liouville
- Sturm-liouvilleprobleem
- Vergelijking van Liouville